# Архангельский, Борис Евграфович
Бори́с Евгра́фович Арха́нгельский (1906 — 1980) — советский конструктор тракторов.

## Биография
Окончил Томский механический институт по специальности «двигатели внутреннего сгорания» (1931).
Работал на Челябинском тракторном заводе  зам. начальника КБ по моторам и шасси. Руководил доработкой узлов тракторов C-60, С-65, артиллерийского тягача C-2.
С 11 июня 1940 года начальник конструкторского подотдела СКБ-3 ЧТЗ по танкам, с июля 1941 года зам. гл. конструктора СКБ-3 Н. Л. Духова, главный конструктор танкового конструкторского бюро
В начале 1942 года по личному заявлению направлен в распоряжение Наркомата среднего машиностроения.
После войны — главный конструктор Липецкого тракторного завода .

## Награды и премии
- Сталинская премия первой степени (1947) — за разработку конструкции гусеничного трактора «Кировец Д-35»
- Большая серебряная медаль ВДНХ.

## Соавтор книг и учебных пособий
- Тракторы КД-35 и КДП-35 [Текст] / Б. Е. Архангельский; под ред. инж. А. Е. Изотова, Липецкий тракторный завод. — М. : Сельхозгиз, 1954. — 552 с., 4 вкл. л. : ил. — Б. ц.
- Трактор Т-40 [Текст]. — М. : Колос, 1964. — 232 с. : ил. ; 27 см. — 60000 экз. — 1.14 р. Перед загл. авт.: Б. Е. Архангельский, А. С. Балаев, К. Н. Виноградов и др.
- Руководство по трактору КДП-35 [Текст] / Инженеры Б. Е. Архангельский, А. С. Балаев, Г. А. Сенкевич. — 2-е изд., доп. — Москва : Сельхозгиз, 1958. — 399 с., 4 л. ил. : ил.; 27 см.